# Юй Цзяньхуа
Юй Цзяньхуа (кит. 俞建华; декабрь 1961, Яньчэн, Цзянсу — 10 декабря 2024, Пекин) — китайский государственный и политический деятель, начальник Главного таможенного управления КНР с 18 мая 2022 до своей смерти 10 декабря 2024 года.
Ранее Постоянный представитель КНР при отделении ООН в Женеве и других международных организациях в Швейцарии (2018—2019), заместитель министра коммерции КНР, Постпред Китая во Всемирной торговой организации, заместитель официального представителя КНР по международным торговым переговорам.
Член Центрального комитета Компартии Китая 20-го созыва.

## Биография
Родился в декабре 1961 года в уезде Яньчэн, провинция Цзянсу.
После окончания средней школы поступил на факультет иностранных языков Яньчэнского педагогического института, в 1982 году получил диплом бакалавра. С августа того же года — штатный преподаватель Яньчэнского пединститута. С 1988 по 1991 год учился в Китайском университете иностранных дел, выпустился с дипломом магистра международных отношений.
В 1991 году принят на работу в Министерство внешней торговли и внешнеэкономического сотрудничества (в дальнейшем Министерство коммерции КНР), где последовательно занимал должности сотрудника Европейского департамента, третьего и второго секретаря посольства в Бельгии, заместителя начальника и начальника 4-го отдела Европейского департамента, с ноября 2001 года — замдиректора, директор департамента мировой торговли Министерства. В октябре 2006 года назначен директором международного департамента. С декабря 2010 года — член Постоянного комитета партбюро КПК, с декабря следующего года — помощник министра коммерции КНР. В мае 2013 года занял должность заместителя официального представителя Министерства коммерции КНР по международным торговым переговорам (в ранге заместителя министра). В октябре того же года назначен Постоянным представителей Китая во Всемирной торговой организации. В феврале 2017 года — заместитель министра коммерции КНР и заместитель официального представителя КНР по международным торговым переговорам.
В феврале 2018 года назначен Постоянным представителем КНР при отделении ООН в Женеве и других международных организациях в Швейцарии.
В апреле 2019 года в очередной раз занял должности заместителя министра коммерции КНР и заместителя официального представителя КНР по международным торговым переговорам. С января 2021 года — официальный представитель КНР по международным торговым переговорам в ранге министра Госсовета КНР.
18 мая 2022 года освобождён от всех занимаемых должностей в Минкоммерции КНР, назначен секретарём партбюро КПК и начальником Главного таможенного управления КНР.

### Смерть
11 декабря 2024 года Главное таможенное управление опубликовало некролог, в котором говорилось, что Юй Цзяньхуа умер 10 декабря после непродолжительной болезни в возрасте 63 лет. Однако ранее в день публикации некролога на зарубежных социальных платформах сообщалось, что Юй Цзяньхуа покончил жизнь самоубийством в офисе после собеседования в рамках дисциплинарной проверки.